# مسجد كامبونج سونغاي ليانغ
مسجد كامبونج سونغاي ليانغ يقع المسجد في منطقة كامبونج سونغاي ليانغ، والتي تبعد حوالي تسعة وثلاثين كيلومتر من بلدة بيليت في بروناي .

## البناء
تم البدء في بناء مسجد كامبونج سونغاي ليانغ في عام 1978، واكتمل البناء في عام 1980، وكانت تكلفة البناء قد جمعت من التبرعات العامة وبمساعدة من المجلس الديني الإسلامي وحكومة بروناي دار السلام .

## الافتتاح
افتتح مسجد كامبونج سونغاي ليانغ رسميا من قبل عبد المؤمن بن خريج حاجي إسماعيل، وذلك في يوم السبت، الأول من شهر محرم من عام 1401 هـ الموافق الثامن من شهر نوفمبر من عام 1980 .

## التوسعة
أجري للمسجد عملية بناء وتوسعة نظرا لتزايد أعدد السكان المتزايد في منطقة المسجد، وقد تم توسيع المسجد في عام 1989 بتكلفة قدرها 269،533.03 دولار، واحدة من التسهيلات المتاحة في المسجد هي وجود مكتبة تحتوي على العديد من الكتب.